# Międzynarodowa koordynacja polityki gospodarczej
Międzynarodowa koordynacja polityki gospodarczej – ogół działań i środków podejmowanych w celu ustalenia wspólnych kierunków i celów polityki gospodarczej państw, między którymi występuje duża współzależność gospodarcza, np. tworzących organizację międzynarodową.

## Okoliczności wystąpienia
- istnienie współzależności między gospodarkami (przepływ towarów, usług i kapitału pomiędzy krajami).
W dzisiejszym świecie gospodarki są coraz bardziej otwarte, jest większa mobilność towarów i usług, występuje globalizacja - to wszystko przyczynia się do wzrostu współzależności międzynarodowej. Wydarzenia w jednym kraju mogą prowadzić do negatywnych (zanieczyszczenie powietrza) bądź pozytywnych (rozpowszechnianie wiedzy) konsekwencji dla innych państw.

- suboptymalne rezultaty nieskoordynowanych działań różnych krajów.

## Konsekwencje
Dzięki większej koordynacji działań  możliwy jest wzrost dobrobytu obu krajów (a nie np. tylko jednego prowadzącego politykę ekspansji). Występuje też sytuacja odwrotna, tzn. "zubażanie" innych państw (negatywny makroekonomiczny efekt zewnętrzny) np. publiczne i prywatne działania zwiększające zanieczyszczenie.

## Postacie
- Czysto uznaniowa (dyskrecjonalna) koordynacja – odnoszenie korzyści makroekonomicznych przez dwa kraje bez konieczności utraty czegokolwiek.
- Uznaniowa koordynacja w zakresie osiągania kompromisu – każdy kraj odnosi korzyść w obszarze jednego celu, ale traci w zakresie innego (musi się czegoś wyrzec).

## Formy
- Podejmowanie uzgodnień ad hoc (np. negocjacje) – często nieefektywne, gdyż istnieje konieczność powtarzania negocjacji w przypadku zmiany negocjatorów lub w sytuacji, gdy kraj jest niestabilny politycznie.
- Zinstytucjonalizowana współpraca (np. trwałe porozumienia dotyczące utrzymania stałych kursów walutowych) – wiąże się z koniecznością przyjęcia jakichś reguł lub systemów, jest bardziej podatna na naciski grup interesu.

## Koordynacji polityki gospodarczej państw UE
Podstawy koordynacji polityki gospodarczej państw Wspólnoty Europejskiej zostały zawarte w art. 99 TWE, zgodnie z którym państwa członkowskie zobowiązały się do koordynacji polityki w ramach Rady Unii Europejskiej w oparciu o Ogólne Wytyczne Polityki Gospodarczej.